# NGC 3776
NGC 3776 је спирална галаксија у сазвежђу Девица која се налази на NGC листи објеката дубоког неба.
Деклинација објекта је - 3° 21' 14" а ректасцензија 11h 38m 17,9s. Привидна величина (магнитуда) објекта NGC 3776 износи 14,7 а фотографска магнитуда 15,5. NGC 3776 је још познат и под ознакама CGCG 12-45, NPM1G -03.0382, PGC 36048.